# Kunwak River
Kunwak River är ett vattendrag i Kanada.   Det ligger i territoriet Nunavut, i den centrala delen av landet, 2 400 km nordväst om huvudstaden Ottawa. Kunwak River ligger vid sjön Thirty Mile Lake.
Omgivningarna runt Kunwak River är i huvudsak ett öppet busklandskap. Trakten runt Kunwak River är nära nog obefolkad, med mindre än två invånare per kvadratkilometer.